# Samuraba elegans
Samuraba elegans är en insektsart som beskrevs av Rauno E. Linnavuori 1961. Samuraba elegans ingår i släktet Samuraba och familjen dvärgstritar. Inga underarter finns listade i Catalogue of Life.